# Kurt Dossin

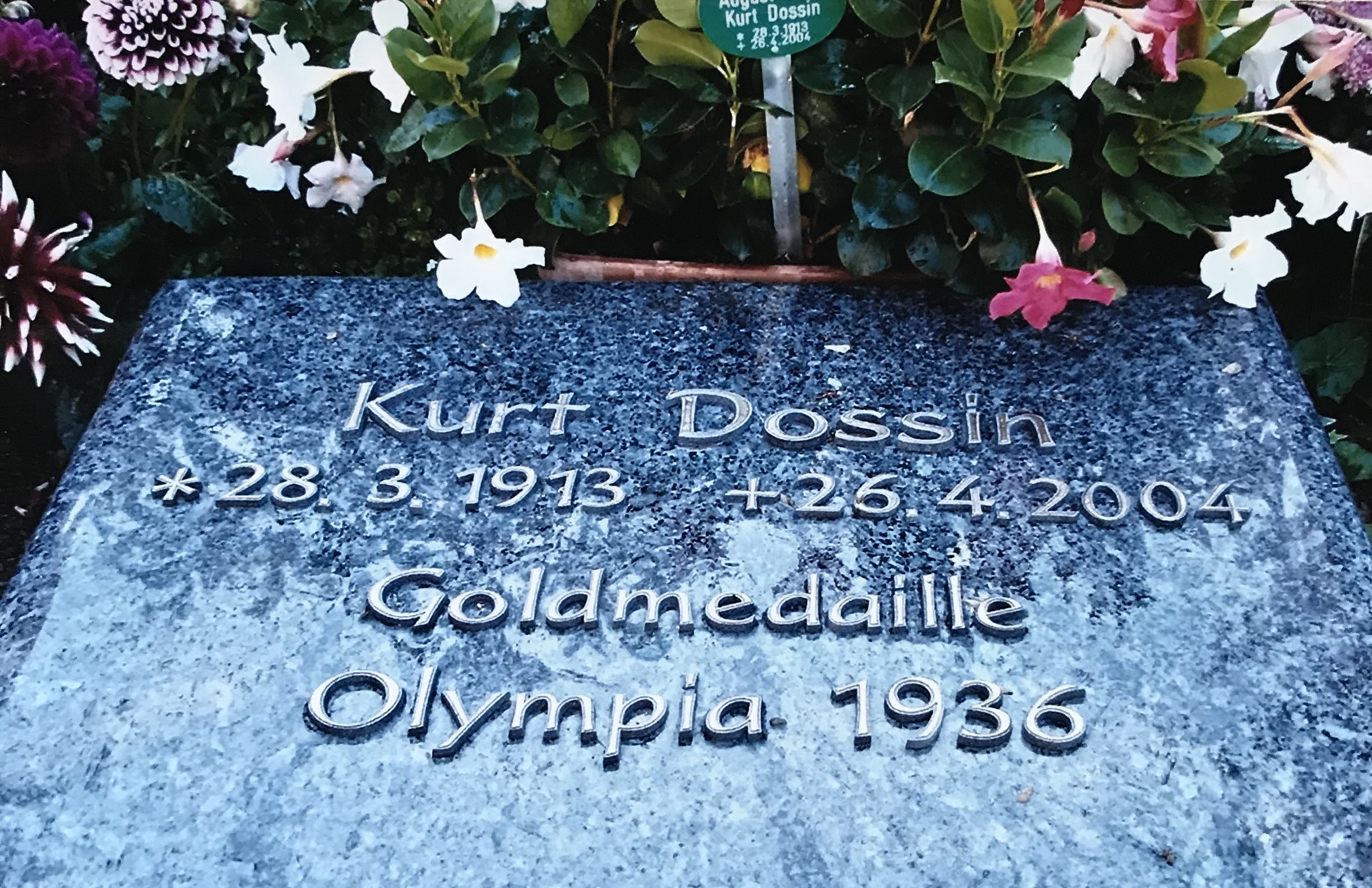
Das Ehrengrab von Kurt Dossin in Bad Kreuznach

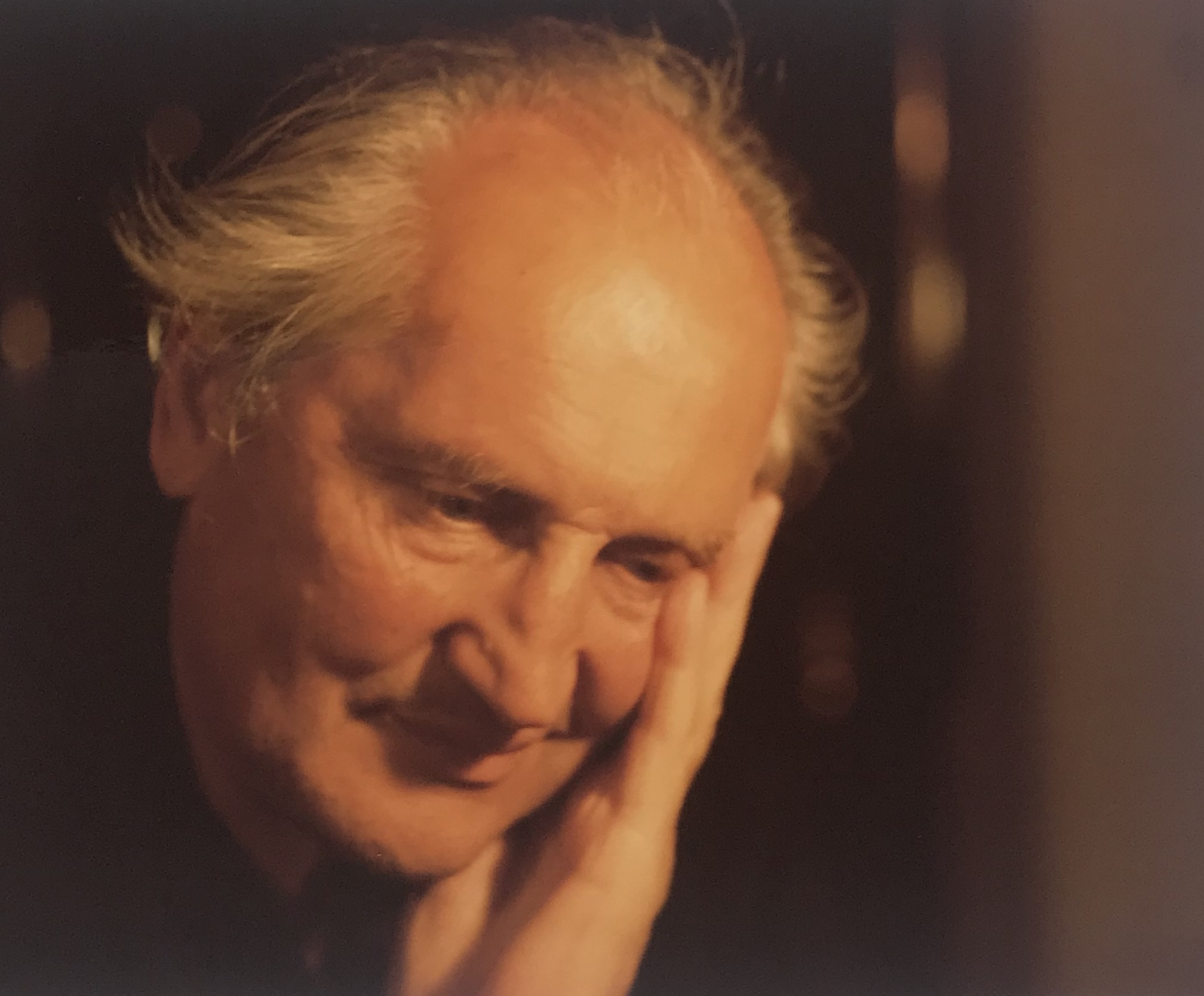
Kurt Dossin im Jahre 1979

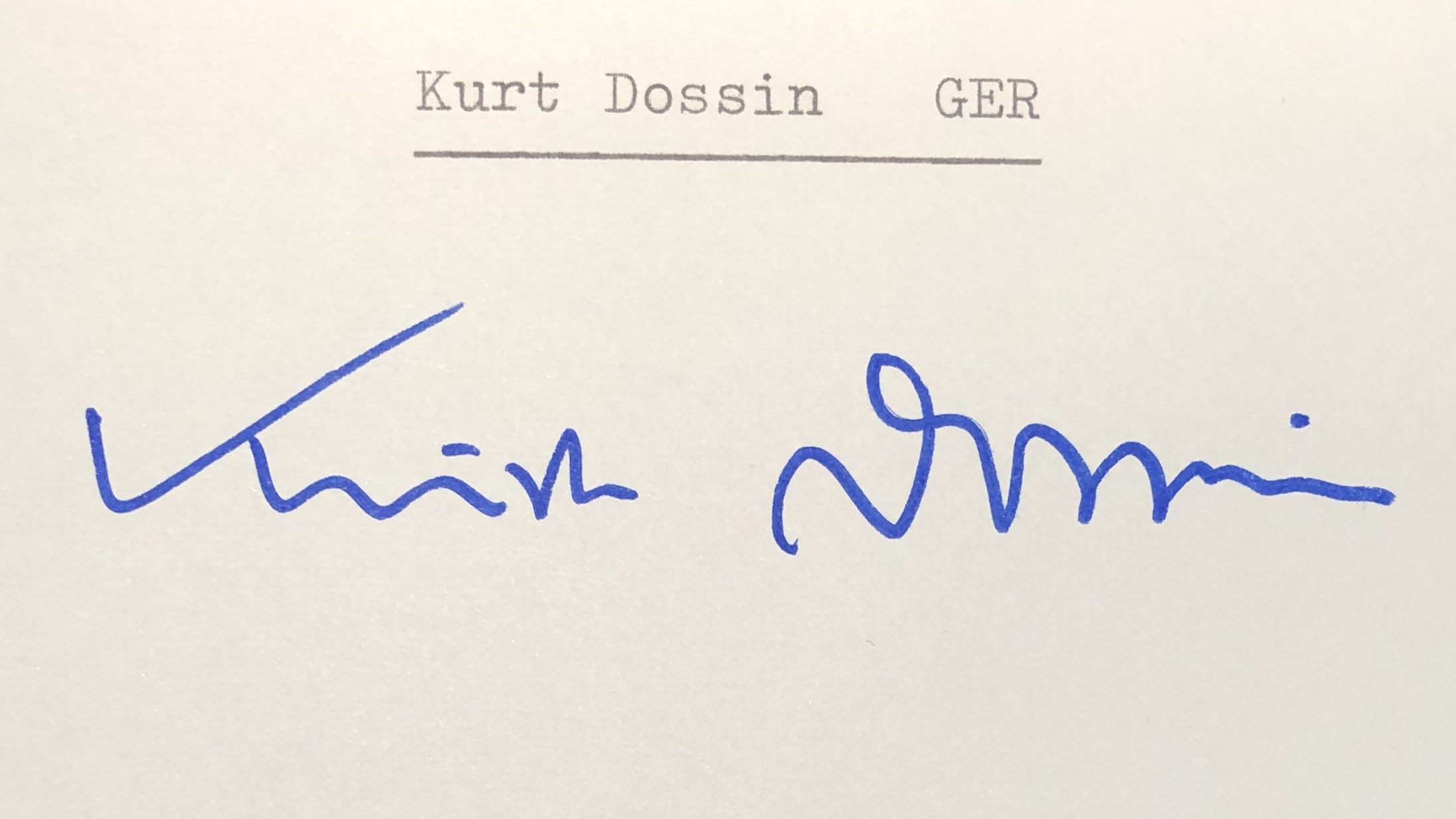
Autogramm von Kurt Dossin

Kurt Dossin (* 28. März 1913 in Leipzig-Reudnitz; † 26. April 2004 in Bad Kreuznach) war ein deutscher Handballspieler. Er war Goldmedaillengewinner bei den Olympischen Spielen 1936 in Berlin sowie dreifacher deutscher Meister im Feldhandball.

## Leben
Seine Entwicklung als Feldhandballspieler begann Dossin bei dem Verein FC Sportfreunde Leipzig. Dossin bestritt insgesamt fünf Länderspiele als Mittelläufer gegen die Schweiz, Schweden, Ungarn, USA und Österreich. Im Jahre 1935 wurde er erstmals in die Nationalmannschaft berufen. Sein erstes Länderspiel bestritt Dossin am 30. Mai 1935 in Hannover gegen Schweden. Die deutsche Mannschaft siegte mit 21:3. In diesem Spiel erzielte Dossin zwei Tore. Am 6. Oktober 1935 absolvierte er sein erstes Auswärtsspiel im Trikot der Nationalmannschaft. Die Begegnung gegen die Schweiz fand im Stadion Neufeld in Bern statt. Die deutsche Mannschaft siegte mit 17:9. In diesem Spiel erzielte Dossin ebenfalls zwei Tore.
Weiterhin wurde er einmal Deutscher Vizemeister und dreimal Deutscher Meister. Am 28. Juni 1936 bestritt er das Finalspiel mit seinem Verein MTSA Leipzig (Militär-Turn-und Sportabteilung) um die Deutsche Meisterschaft 1936 in Dortmund gegen den MSV Hindenburg Minden und wurde Vizemeister (7:5 für Minden). Weiterhin gewann Kurt Dossin im Feldhandball drei Deutsche Meisterschaften in Folge. Ebenfalls jeweils mit dem Verein MTSA Leipzig. Die Finalspiele endeten 1937 gegen SV Waldhof Mannheim 5:4, 1938 gegen MSV Weißenfels 6:5 und 1939 gegen Lintforter SpV 6:4.
Bei den Olympischen Spielen 1936 in Berlin wurde Dossin zweimal als Mittelläufer aufgestellt. Am 8. August 1936 im Gruppenspiel gegen die USA, in dem er ein Tor erzielte. Weiterhin nahm er an der Finalrunde zwei Tage später gegen Ungarn teil. Beide Spiele gewann die deutsche Mannschaft.
Am 24. August 1936 trug er sich in das Goldene Buch der Stadt Leipzig ein.
In der Nachkriegszeit baute Dossin die Handballabteilung des Vereins MTV Jever von 1862 e.V. auf und gehörte lange dessen Vorstand an. Er spielte bis 1950 aktiv beim MTV und engagierte sich auch darüber hinaus bis in die 1970er Jahre zum Beispiel in der Jugendarbeit als Trainer und Funktionär. Von 1973 bis 1975 leitete er die Handballabteilung des MTV Jever. In diesem Zeitabschnitt fanden die letzten Regionalmeisterschaften der Männer im Feldhandball im Norddeutschen Handballverband statt.
Seine sportlichen Leistungen sind in Form von Bildern und Zeitungsausschnitten im Sportmuseum Leipzig (Stadtgeschichtliches Museum Leipzig) archiviert. Weiterhin befinden sich im Besitz des Sportmuseums Pokale und zum Beispiel die original Olympiamütze aus dem Jahre 1936.
Auf Einladung des Organisationskomitees der XX. Olympischen Spiele war er Ehrengast bei den Olympischen Spielen 1972 in München.
Kurt Dossin war von 1982 bis zu seinem Tod im Jahre 2004 Mitglied der Deutschen Olympischen Gesellschaft, ein Mitgliedsverband des Deutschen Olympischen Sportbundes. Er unterstützte mit seiner Mitgliedschaft besonders die Fair-Play-Initiative der Gesellschaft, die vom ehemaligen Präsidenten Willi Daume 1986 ins Leben gerufen wurde. Dossin lernte Daume bereits Mitte der 1930er Jahre in Leipzig in der Position als Handballtorwart kennen.
Das Grab von Kurt Dossin befindet sich auf dem städtischen Hauptfriedhof in Bad Kreuznach. Die Stadt Bad Kreuznach führt die Grabstätte als Ehrengrab. Die Lageplannummer lautet 58UW/37*.
Die Goldmedaille ist im Besitz des Sportvereins Heidmühler FC (Gemeinde Schortens in Niedersachsen). 1985 stiftete Kurt Dossin die Medaille an den Verein, der fünfundzwanzig Jahre später im März 2010 mit Dossins alten Verein MTV Jever die Handballgemeinschaft HG Jever/Schortens gründete.

## Kuriosum
Kurt Dossin arbeitete als ehemaliger Olympiateilnehmer ab den 1950er Jahren bis zu seinem Renteneintritt in den 1970er Jahren zuletzt als kaufmännischer Abteilungsleiter bei der Firma Olympia Werke AG in Roffhausen. Die Firma hatte keinen Bezug zum olympischen Sport, sondern war ein bedeutender Hersteller von Schreibmaschinen.

## Sportliche Erfolge
- Olympiasieger Berlin 1936, Goldmedaille
- Deutscher Vizemeister 1936 mit MTSA Leipzig
- Deutscher Meister 1937 mit MTSA Leipzig
- Deutscher Meister 1938 mit MTSA Leipzig
- Deutscher Meister 1939 mit MTSA Leipzig

## Länderspiele in der deutschen Nationalmannschaft
- 30. Mai 1935 Heimspiel in Hannover gegen Schweden, 21:3-Sieg (13:1), Dossin 2 Tore
- 6. Oktober 1935 Auswärtsspiel in Bern gegen die Schweiz, 17:9-Sieg (9:4), Dossin 2 Tore
- 8. August 1936 in Berlin im Rahmen der XI. Olympischen Spiele gegen die USA, 29:1-Sieg (17:0), Dossin 1 Tor
- 10. August 1936 in Berlin im Rahmen der XI. Olympischen Spiele gegen Ungarn, 19:6-Sieg (11:3)
- 20. August 1936 Heimspiel in Leipzig im Rahmen der nacholympischen Spiele gegen Österreich, 9:9 Remis (5:3). Das Spiel wird vom Deutschen Handballbund (DHB, gegründet 1949) nicht offiziell als Länderspiel gewertet. Der Österreichische Handballbund (ÖHB, gegründet 1925) hingegen führt die Begegnung jedoch als offizielles Länderspiel.

## Statistik
- Länderspiele
5 Spiele, 5 Tore

## Auszeichnungen
- Eisernes Kreuz II. Klasse am 1. Juni 1940
- Eisernes Kreuz I. Klasse am 27. Juli 1941
- Deutsches Kreuz in Gold am 20. Mai 1944

## Publikationen
- Das Buch der deutschen Olympiasieger, Herausgeber Helmut Bendt, 1. Auflage, Düsseldorf 1972, ISBN 3-508-00221-7. Mit Beiträgen und Texten zum Beispiel von Josef Neckermann, Monika Pflug und Kurt Dossin.